# Liste des guerres de l'Irak
Cet article liste les guerres auxquelles a participé l'Irak depuis l'indépendance du pays en 1932.

## Liste
| Conflit                                           | Irak et alliés                                                                    | Ennemis                                                                                      | Issue                                                | Commentaires |
| ------------------------------------------------- | --------------------------------------------------------------------------------- | -------------------------------------------------------------------------------------------- | ---------------------------------------------------- | --- |
| Royaume d'Irak (1932-1958)                        |                                                                                   |                                                                                              |                                                      | |
| Guerre anglo-irakienne (1941)                     | Royaume d'Irak (Carré d'or) Reich allemand Royaume d'Italie                       | Empire britannique Émirat de Transjordanie                                                   | Victoire britannique                                 | Les généraux pro-Nazis sont vaincus et le régent Abdelilah ben Ali rétabli dans ses fonctions. Rachid Ali al-Gillani fuit en Allemagne.                                                   |
| Guerre israélo-arabe (1948-1949)                  | Ligue arabe dont : Royaume d'Égypte Royaume d'Irak République syrienne et autres… | Israël                                                                                       | Victoire israélienne                                 | Israël parvient à établir des frontières. Les troupes irakiennes abandonnent leurs positions en Cisjordanie à l'armée transjordanienne.                                                   |
| Révolution du 14 juillet (1958)                   | Fédération arabe d'Irak et de Jordanie                                            | « Officiers libres »                                                                         | Victoire des « Officiers libres »                    | Réussite du coup d'État et abolition de la monarchie. Exécutions de Fayçal II et du prince Abdelilah ben Ali.                                                                             |
| République d'Irak (1958-1968)                     |                                                                                   |                                                                                              |                                                      | |
| Première insurrection kurde irakienne (1961-1970) | République d'Irak                                                                 | Parti démocratique du Kurdistan                                                              | Indécise                                             | Le gouvernement accorde l'autonomie aux régions kurdes mais continue néanmoins l'arabisation de Kirkouk et Khanaqin.                                                                      |
| Guerre des Six Jours (1967)                       | République d'Irak République arabe unie Syrie Jordanie Liban                      | Israël                                                                                       | Victoire israélienne                                 | Les Israéliens écrasent les armées arabes et conquiert de nouveaux territoires dont Jérusalem-Est.                                                                                        |
| République d'Irak (1968-2003)                     |                                                                                   |                                                                                              |                                                      | |
| Guerre du Kippour (1973)                          | République d'Irak Égypte Syrie Jordanie et autres…                                | Israël                                                                                       | Victoire israélienne                                 | Échec de l'attaque-surprise contre Israël. Les corps expéditionnaire irakien est rappelé après le cessez-le-feu.                                                                          |
| Deuxième insurrection kurde irakienne (1974-1975) | République d'Irak                                                                 | Parti démocratique du Kurdistan État impérial d'Iran                                         | Victoire du gouvernement                             | Accords d'Alger : fin du soutien iranien aux Kurdes en échange d'un accord frontalier. Les insurgés fuient massivement en Iran.                                                           |
| Guerre Iran-Irak (1980-1988)                      | République d'Irak                                                                 | Iran                                                                                         | Indécise                                             | La tentative d'annexion de territoires iraniens est un échec. Retour aux accords d'Alger.                                                                                                 |
| Invasion du Koweït (1990)                         | République d'Irak                                                                 | Koweït                                                                                       | Victoire irakienne                                   | Conquête et début de l'occupation du Koweït, petit émirat riche en hydrocarbures. |
| Guerre du Golfe (1990-1991)                       | République d'Irak                                                                 | Koweït États-Unis Royaume-Uni Arabie saoudite France et autres…                              | Victoire de la coalition internationale              | Retrait irakien du Koweït. La coalition maintient Saddam Hussein au pouvoir. |
| Insurrection irakienne (1991)                     | République d'Irak                                                                 | Parti démocratique du Kurdistan et Union patriotique du Kurdistan (nord) Brigades Badr (sud) | Victoire kurde (nord) Victoire du gouvernement (sud) | Le régime perd le contrôle du Kurdistan irakien mais écrase l'insurrection chiite dans le sud.                                                                                            |
| Guerre civile kurde irakienne (1995-1996)         | République d'Irak Parti démocratique du Kurdistan                                 | Union patriotique du Kurdistan                                                               | Indécise                                             | Cessez-le-feu. Partage du Kurdistan irakien entre les deux factions kurdes. |
| Bombardement de l'Irak (1998)                     | République d'Irak                                                                 | États-Unis Royaume-Uni                                                                       | Victoire anglo-américaine                            | Bombardement anglo-américain après l'échec de négociations sur les armes de destruction massive.                                                                                          |
| Guerre d'Irak (2003)                              | République d'Irak                                                                 | États-Unis Royaume-Uni et autres…                                                            | Victoire de la coalition internationale              | Une coalition menée par les États-Unis renverse Saddam Hussein qui est arrêté la même année.                                                                                              |
| République d'Irak (depuis 2003)                   |                                                                                   |                                                                                              |                                                      | |
| Guerre d'Irak (2003-2011)                         | Irak Kurdistan irakien États-Unis Royaume-Uni et autres…                          | Al-Qaïda en Irak Ansar al-Islam Armée du Mahdi Brigades Badr                                 | Victoire du gouvernement                             | Le nouveau régime irakien et la coalition font face à des groupes armés sunnites et chiites qui finissent par être marginalisés.                                                          |
| Seconde guerre civile irakienne (2013-2017)       | Irak Kurdistan irakien États-Unis Royaume-Uni France et autres…                   | État islamique Ansar al-Islam                                                                | Victoire du gouvernement                             | L'État islamique prend Mossoul d'où il proclame un califat. Une nouvelle coalition internationale est formée pour appuyer le gouvernement irakien qui reconquiert les territoires perdus. |